# Liste des sénateurs du Parti communiste de Belgique
Le Parti communiste de Belgique a eu des élus au Sénat entre 1936 et 1985.  Il est à remarquer que les trois sénateurs communistes élus en 1939 sont tous morts en déportation. Il connut son apogée en 1946 avec 17 sénateurs, ce succès se révéla éphémère, très vite le groupe communiste tomba en dessous de 5 sénateurs.
| Législature | Nom                                  | Arrondissement                           | Remarque                                                                                 |  |
| 1936-1939   | Louis Bourguignon                    | Charleroi-Thuin                          |                                                                                          |  |
| 1936-1939   | Isidore Heyndels                     | Bruxelles                                |                                                                                          |  |
| 1936-1939   | Ferdinand Minnaert (homme politique) | sénateur coopté                          |                                                                                          |  |
| 1936-1939   | Walter Noël                          | Liège                                    |                                                                                          |  |
| 1936-1939   | René Coulon                          | Mons-Soignies                            | étant inéligible ainsi que tous ses colistiers, ce siège sera finalement attribué au POB |  |
| 1939-1946   | Isidore Heyndels                     | Bruxelles                                | décédé en 1942 en Allemagne (Dachau)                                                     |  |
| 1939-1946   | Walter Noël                          | Liège                                    | décédé en 1942 en Allemagne (Dachau)                                                     |  |
| 1939-1946   | Jean Taillard                        | Bruxelles                                | remplace le 23 aout 1945 Isidore Heyndels décédé                                         |  |
| 1939-1946   | Valentin Tincler                     | Charleroi-Thuin                          | décédé en 1942 en Allemagne (Mauthausen)                                                 |  |
| 1946-1949   | Laure Baudson                        | élue par le conseil provincial de Namur  | remplace le 19 octobre 1948 Henri Stamps décédé.                                         |  |
| 1946-1949   | Arnold Boulanger                     | Liège                                    |                                                                                          |  |
| 1946-1949   | Félix Coenen                         | Bruxelles                                |                                                                                          |  |
| 1946-1949   | Alice Degeer-Adère                   | Mons-Soignies                            |                                                                                          |  |
| 1946-1949   | Dr Pierre Depage                     | Bruxelles                                | démissionne le 20 mai 1947                                                               |  |
| 1946-1949   | Ursmar Depotte                       | élu par le Conseil provincial du Hainaut |                                                                                          |  |
| 1946-1949   | Dr Jacques Duchaine                  | Bruxelles                                | remplace le 3 juin 1947 Pierre Depage démissionnaire                                     |  |
| 1946-1949   | Jean Fonteyne                        | Charleroi-Thuin                          |                                                                                          |  |
| 1946-1949   | Henri Glineur                        | Charleroi-Thuin                          |                                                                                          |  |
| 1946-1949   | Victor Goossens                      | sénateur coopté                          |                                                                                          |  |
| 1946-1949   | Ely Kinet                            | élu par le conseil provincial de Liège   | démissionne le 13 aout 1946                                                              |  |
| 1946-1949   | Jules Levecq                         | Mons-Soignies                            |                                                                                          |  |
| 1946-1949   | Paul Libois                          | élu par le conseil provincial du Brabant |                                                                                          |  |
| 1946-1949   | Alphonse Marion                      | élu par le conseil provincial de Liège   | remplace le 1er octobre 1946 Ely Kinet démissionnaire                                    |  |
| 1946-1949   | Paul Michot                          | Liège                                    |                                                                                          |  |
| 1946-1949   | Ferdinand Minnaert                   | sénateur coopté                          |                                                                                          |  |
| 1946-1949   | Georges Sironval                     | Verviers                                 |                                                                                          |  |
| 1946-1949   | Henri Stamps                         | élu par le conseil provincial de Namur   | décédé le 29 aout 1948.                                                                  |  |
| 1946-1949   | Narcisse Struvay (1897-1956)         | Namur-Dinant-Philippeville               |                                                                                          |  |
| 1946-1949   | Jean Taillard                        | Bruxelles                                |                                                                                          |  |
| 1949-1950   | Arnold Boulanger                     | Liège                                    |                                                                                          |  |
| 1949-1950   | Henri Glineur                        | Charleroi-Thuin                          |                                                                                          |  |
| 1949-1950   | Jules Levecq                         | élu par le conseil provincial du Hainaut |                                                                                          |  |
| 1949-1950   | Paul Libois                          | Nivelles                                 |                                                                                          |  |
| 1949-1950   | René Noël                            | Mons-Soignies                            | siège en remplacement de Jules Levecq élu sénateur provincial                            |  |
| 1949-1950   | Jean Taillard                        | Bruxelles                                |                                                                                          |  |
| 1950-1954   | Arnold Boulanger                     | Liège                                    |                                                                                          |  |
| 1950-1954   | Henri Glineur                        | Charleroi-Thuin                          |                                                                                          |  |
| 1950-1954   | Jean Taillard                        | Bruxelles                                |                                                                                          |  |
| 1954-1958   | Jules Mérenne                        | Huy-Waremme                              | remplace Joseph Truyens élu mais ne satisfaisant pas aux conditions éligibilité au Sénat |  |
| 1954-1958   | René Noël                            | Mons-Soignies                            |                                                                                          |  |
| 1958-1961   | René Noël                            | Mons-Soignies                            |                                                                                          |  |
| 1961-1965   | René Noël                            | Mons-Soignies                            |                                                                                          |  |
| 1965-1968   | Théo Dejace                          | Liège                                    |                                                                                          |  |
| 1965-1968   | Gustave Dutrieux                     | Nivelles                                 | élu mais décédé en juillet 1965 avant d’avoir pu prêter serment                          |  |
| 1965-1968   | René Noël                            | Mons-Soignies                            |                                                                                          |  |
| 1965-1968   | Jean Terfve                          | élu par le conseil provincial de Liège   |                                                                                          |  |
| 1965-1968   | Jean Verstappen                      | Nivelles                                 | remplace le 29 juillet 1965 Gustave Dutrieux décédé                                      |  |
| 1968-1971   | Albert Mathieu                       | Huy-Waremme                              |                                                                                          |  |
| 1968-1971   | René Noël                            | Mons-Soignies                            |                                                                                          |  |
| 1971-1974   | René Noël                            | Mons-Soignies                            |                                                                                          |  |
| 1974-1977   | Josse Gilquin                        | Mons-Soignies                            | siège pour l’Union Démocratique Progressiste                                             |  |
| 1977-1978   | Robert Dussart                       | Charleroi-Thuin                          |                                                                                          |  |
| 1978-1981   | Robert Dussart                       | Charleroi-Thuin                          |                                                                                          |  |
| 1978-1981   | Claude Renard                        | élu par le conseil provincial du Hainaut |                                                                                          |  |
| 1981-1985   | Jules Vercaigne                      | Mons-Soignies                            |                                                                                          |  |